# Aguiar (Barcelos)
Aguiar ist ein Ort und eine ehemalige Gemeinde (Freguesia) im nordportugiesischen Kreis Barcelos. Die Gemeinde hatte 546 Einwohner (Stand 30. Juni 2011).
Im Zuge der Gebietsreform am 29. September 2013 wurden die Gemeinden Aguiar und Quintiães zur neuen Gemeinde União das Freguesias de Quintiães e Aguiar zusammengefasst.